# Storia delle ferrovie nel Regno delle Due Sicilie
La storia delle ferrovie nel Regno delle Due Sicilie ebbe inizio con l'apertura di un primo breve tratto di linea di 7,25 chilometri a doppio binario, tra Napoli e Granatello di Portici, che venne inaugurato in pompa magna il 3 ottobre 1839.

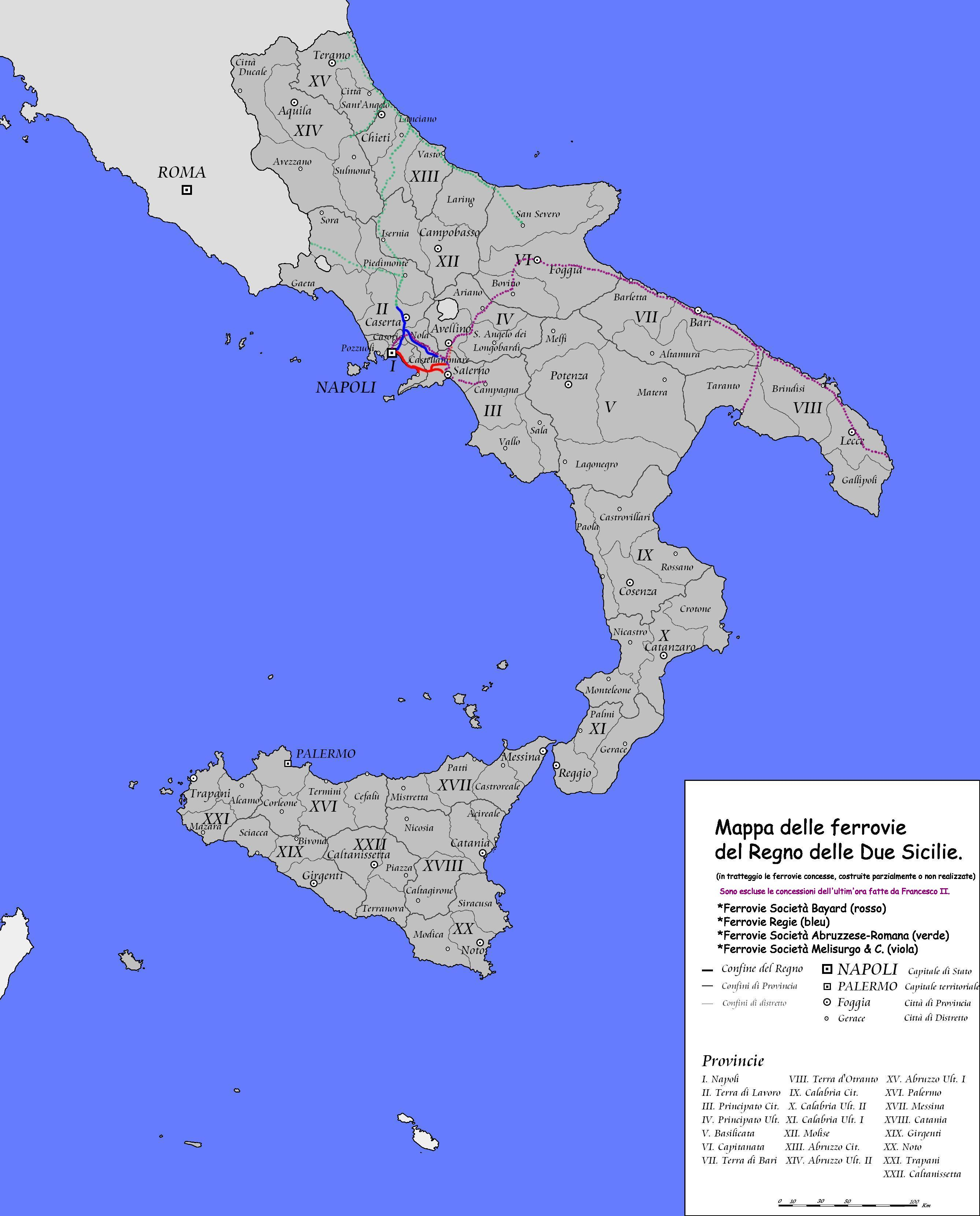
Mappa delle ferrovie costruite e concesse del Regno delle Due Sicilie

## Storia

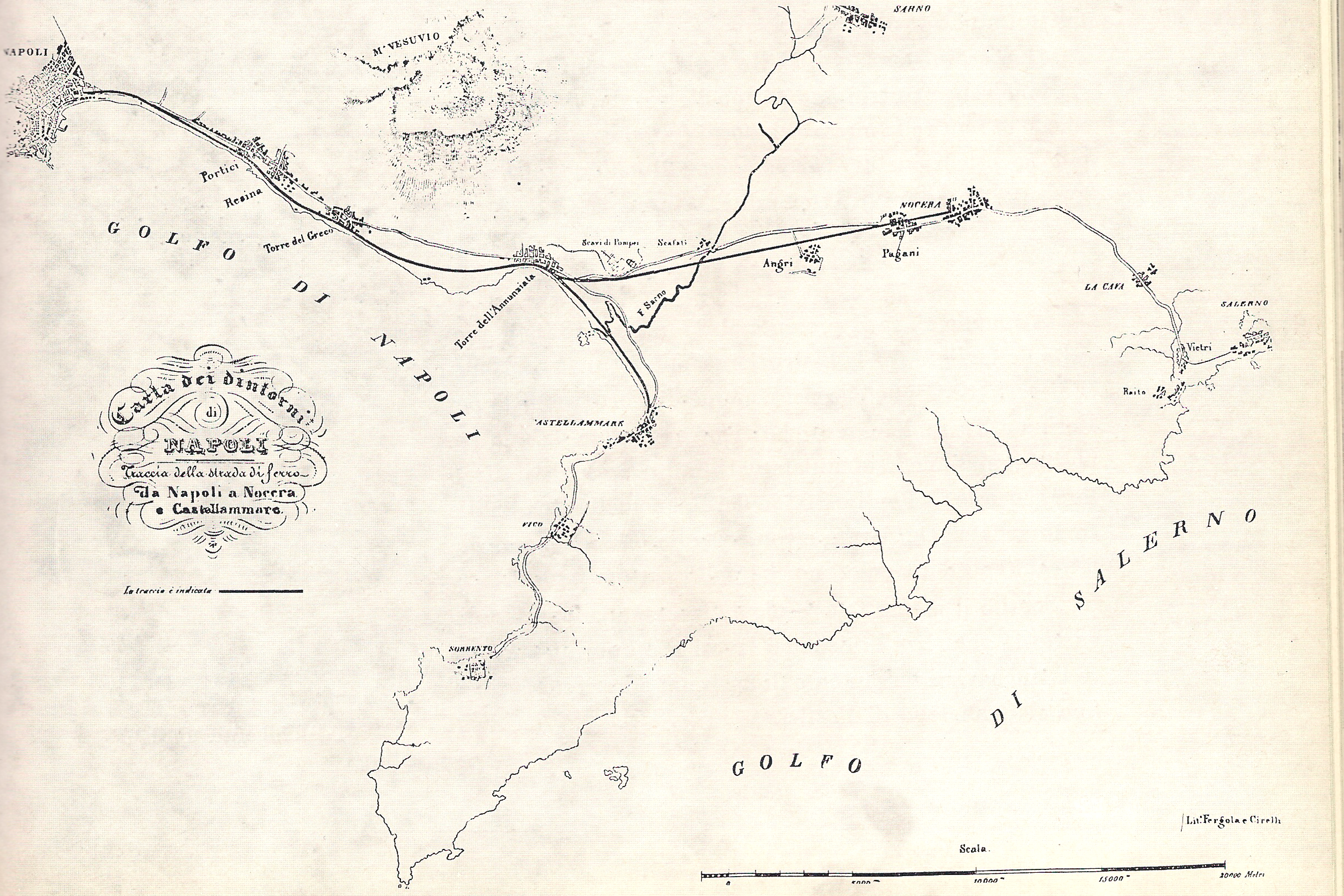
Planimetria della prima ferrovia Napoli-Portici-Torre-Castellammare/Nocera

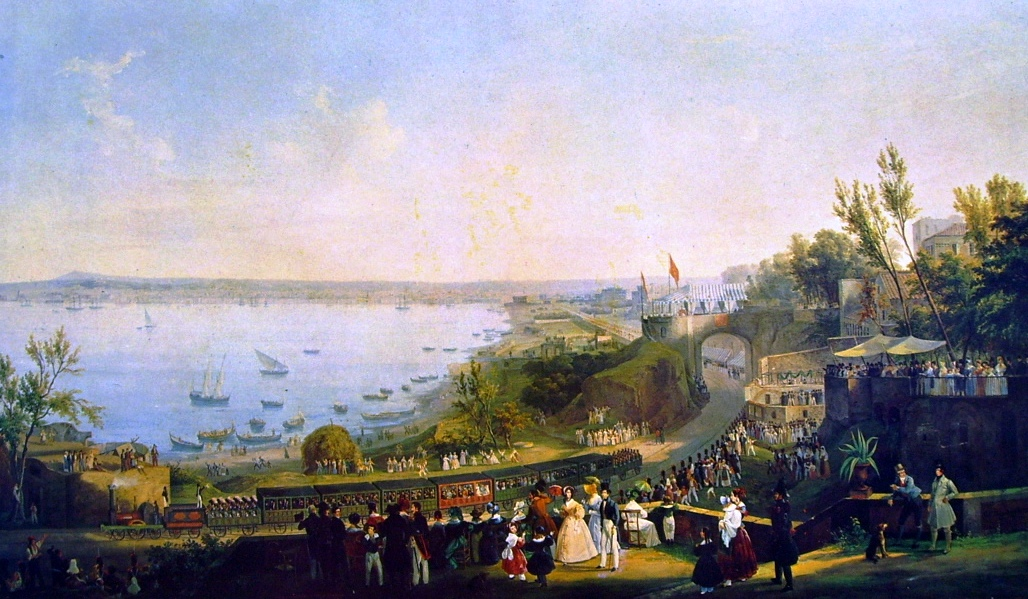
Salvatore Fergola: panoramica del convoglio inaugurale della 3 ottobre 1839

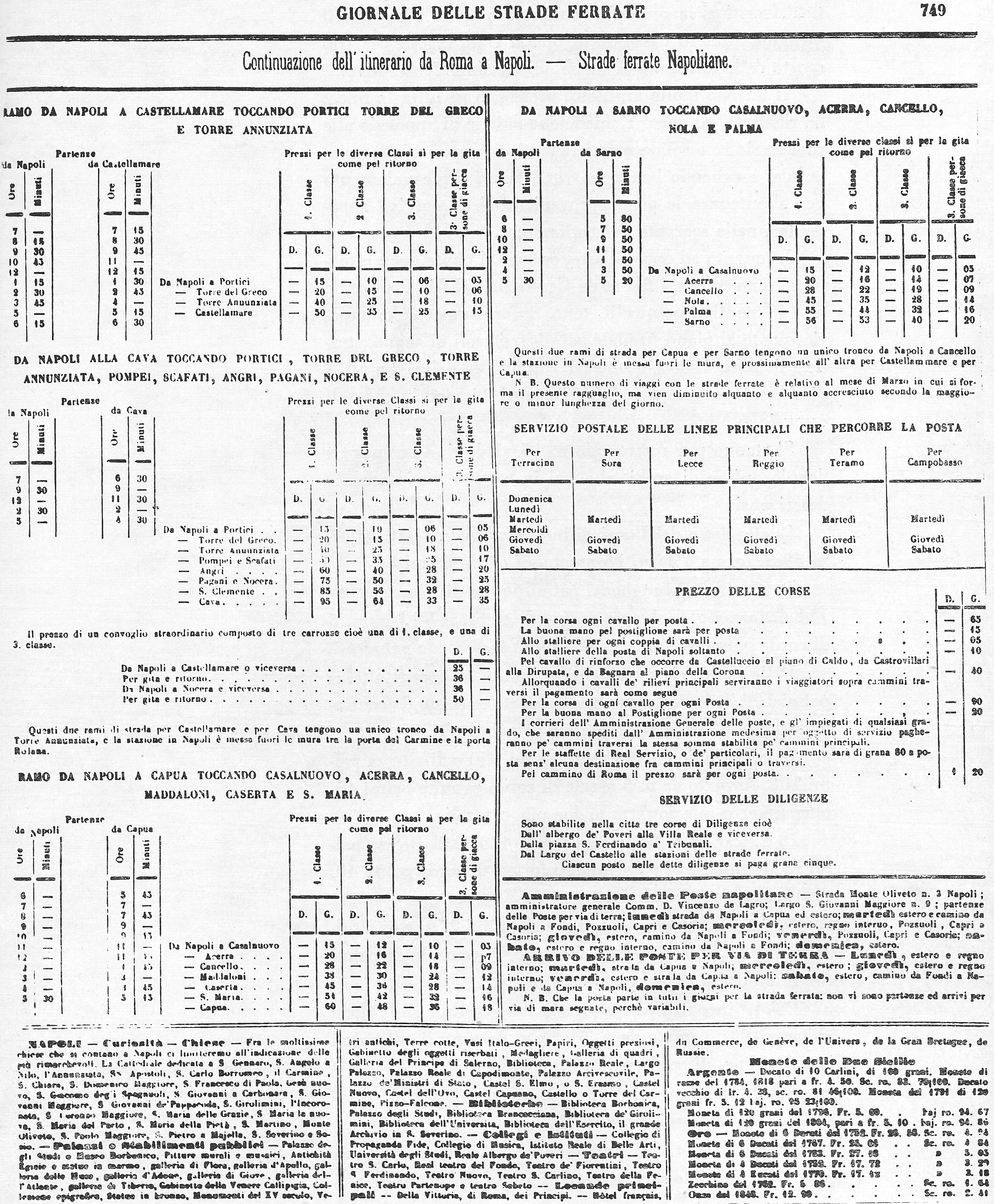
Il "Giornale delle Strade Ferrate" del 21 maggio 1859, con orari e prezzi delle ferrovie napoletane, del servizio postale e delle diligenze

Il primo tronco ferroviario, a doppio binario da Napoli a Granatello di Portici (in totale km 7,640 al completamento della stazione di Napoli) che venne inaugurato il 3 ottobre 1839 dal re Ferdinando II di Borbone fu anche la prima ferrovia costruita nel territorio italiano. Non era una ferrovia fine a se stessa ma parte di un più ampio progetto finanziato con capitali privati per lo più francesi.
Il 1º agosto 1842 la ferrovia aveva raggiunto Castellammare di Stabia e due anni dopo Pompei e Nocera; lo sviluppo successivo fu ostacolato da numerosi fattori, politici ed economici; la via ferrata in esercizio non riuscì a raggiungere, come programmato, il confine pontificio in direzione Nord, fermandosi all'altezza di Sparanise e in direzione Sud, alle porte di Salerno; e tale rimase fino all'unità d'Italia.
Nel 1846 il governo borbonico aveva rilasciato anche la concessione per il prolungamento della ferrovia da Nocera fino a San Severino e ad Avellino e all'epoca si proponevano già collegamenti verso Foggia e per Bari, con diramazioni per Brindisi, Taranto e a Nord verso le Marche.
Alla caduta del regime borbonico, nel 1860, viene in genere calcolato a poco più di 120 km il totale della rete ferroviaria in esercizio nel Regno delle Due Sicilie. Tuttavia è bene precisare che nella relazione del Ministro dei lavori pubblici Ubaldino Peruzzi allegata al suo progetto di legge per la "Costruzione delle strade ferrate da Napoli all'Adriatico" del 15 maggio 1861 viene indicata la cifra di 140 km in esercizio precisata in 139,420 km nella relazione fatta al Ministro e al parlamento del regno dal Commissario straordinario per le ferrovie (ex borboniche) onorevole ingegnere Luigi Ranco.
Negli ultimi anni di vita del Regno furono approvati dal governo borbonico, prima sotto Ferdinando II poi sotto Francesco II, vari progetti di ampliamento della rete ferroviaria: al momento dell'annessione al Regno d'Italia erano state costruite diverse tratte, complessivamente circa 60 miglia (circa 110 km), ma nella massima parte dei casi tali nuovi tratti non erano ancora, per varie motivazioni, utilizzati.

### Premesse
Ferdinando II adottò un modello politico-economico di tipo protezionistico, ispirandosi in gran parte al modello francese di Jean-Baptiste Colbert. La sua politica propendeva decisamente verso un intervento diretto dello Stato nella vita economica del paese ma limitava gli investimenti ai surplus di cassa provenienti dalle esportazioni agricole e dall'industria mineraria evitando l'indebitamento pubblico e l'aggravio della pressione fiscale mantenuta fra le più basse d'Europa. Non fu quindi caratterizzata da una particolare predisposizione agli investimenti in opere pubbliche nonostante le migliorate condizioni delle finanze tra gli anni 30 e 40 (del XIX secolo). Ferdinando II rimase sempre incerto tra un sistema ferroviario "chiuso", al servizio di Napoli e uno "aperto", sollecitato dagli investitori privati francesi e inglesi: non seppe o non volle vedere nel treno un portentoso strumento di sviluppo. La sua visione ricalcava quella corrente negli stati continentali d'Europa per cui le ferrovie sembravano essere solo uno strumento di razionalizzazione della circolazione di uomini e di cose tra la capitale ed il suo hinterland.
A causa del suo temperamento conservatore e del contrasto con la borghesia liberale, che culminò nei moti rivoluzionari del 1848, Ferdinando II, dopo il breve esperimento costituzionale mise in atto una progressiva stretta in senso assolutista, accentrando fortemente su di sé il peso dello Stato. Anche come conseguenza dei vari moti insurrezionali e autonomisti concepì come prioritarie le spese per l'esercito, oltre 7.000.000 di ducati l'anno, in media circa un quarto del bilancio. La Real marina, dopo la crisi degli zolfi che causò il blocco navale da parte dell'Inghilterra, fu potenziata con l'immissione di navi a vapore assorbendo nel quinquennio 1841-1846 più di 16.500.000 ducati. Molto meno fu impiegato negli investimenti per le ferrovie, poco più di 2.500.000 di ducati.
Già negli anni trenta la notizia della realizzazione di strade ferrate in Inghilterra, aveva acceso gli animi della borghesia liberale del regno con idee e proposte, e nascevano iniziative perché si realizzassero linee ferrate ritenute necessarie per lo sviluppo dei commerci.
L'inaugurazione della ferrovia Napoli-Portici e il suo prolungamento fino a Nocera Inferiore del 1844, avevano alimentato idee e progetti di ampliamento per realizzare l'aspirazione maggiore del tempo: il raggiungimento dell'Adriatico, considerato porta dei traffici per l'oriente. Il professore Ferdinando De Luca aveva caldeggiato un progetto di ferrovia che, da Salerno, raggiungesse Taranto e i porti di Brindisi e Otranto attraverso la valle del Basento. La proposta fu condivisa da Carlo Ilarione Petitti di Roreto in un suo famoso scritto del 1845.
Nel 1845 il napoletano Francesco Lattari così magnificava le sorti delle strade ferrate: Per esse in venticinque anni è cominciata a cangiare la faccia del globo: il tempo e lo spazio sono spariti, il cammino è ridotto a volo; la vita è computata a momenti. Il volere e l'atto han raggiunto la stessa celerità.
Il Regno borbonico ebbe la prima strada ferrata italiana, tronco iniziale della linea Napoli-Castellammare, il 3 ottobre 1839, ma con investimento di capitale privato e non per iniziativa reale.
Non è corretta l'affermazione piuttosto diffusa che la Napoli-Portici fosse nient'altro che "un trastullo di regnanti": si trattava infatti del primo tronco di un progetto più ampio per raggiungere Salerno e proseguire oltre. La linea puntava nella direzione delle aree produttive e più ricche di Castellammare, Nocera e Salerno dove si sarebbe potuto ricavare un consistente utile.
Non era comunque solo il fattore economico l'ostacolo alla realizzazione di ferrovie attraverso il reame; c'era anche quello costituito dalla difficile orografia. La catena appenninica lo divideva interamente in due per tutta la lunghezza e rendeva oltremodo difficoltoso l'invio dei prodotti agricoli e commerciali dalle "Puglie" e dalle "Calabrie" verso la capitale; il traffico commerciale si svolgeva prevalentemente via mare con il lungo periplo dello stivale tra le due sponde adriatica e tirrenica. Grandi perplessità sorgevano circa il reperimento dei capitali e la redditività di un'opera così impegnativa qual era la traversata degli Appennini. Le prime realizzazioni riguardarono dunque la linea costiera occidentale tra Napoli e Salerno e il percorso a nord per raggiungere gradualmente il confine pontificio.
Le direttrici proposte e progettate, "Terra di lavoro" e "degli Abruzzi", miravano al congiungimento con la "ferrovia pontificia" Ancona-Bologna (quando realizzata) per connettersi ai commerci con il nord della penisola e con gli stati confinanti europei.
Ferdinando non era propenso tuttavia a favorire l'ulteriore espansione delle ferrovie ad iniziativa e capitale privato estero; lo prova il comportamento ondivago ai limiti dell'ostruzionismo nei confronti delle iniziative del Melisurgo e del De Riseis; e cercò sempre di limitare ogni forma di garanzia del governo sui rendimenti dei capitali investiti. Fu invece diretto fautore dell'intervento dello Stato nei riguardi della costruzione tra il 1840 ed il 1843 della Napoli-Caserta-Capua, che diresse personalmente, in quanto tronco di importanza strategica diretto verso la fortezza di Capua e verso il confine con lo Stato pontificio.
La rete ferroviaria si estese di fatto intorno alla capitale e furono accolte solo con difficoltà le richieste di linee verso i centri più importanti del paese, mentre nessuna linea ferroviaria fu costruita in Sicilia.

### La prima ferrovia del regno

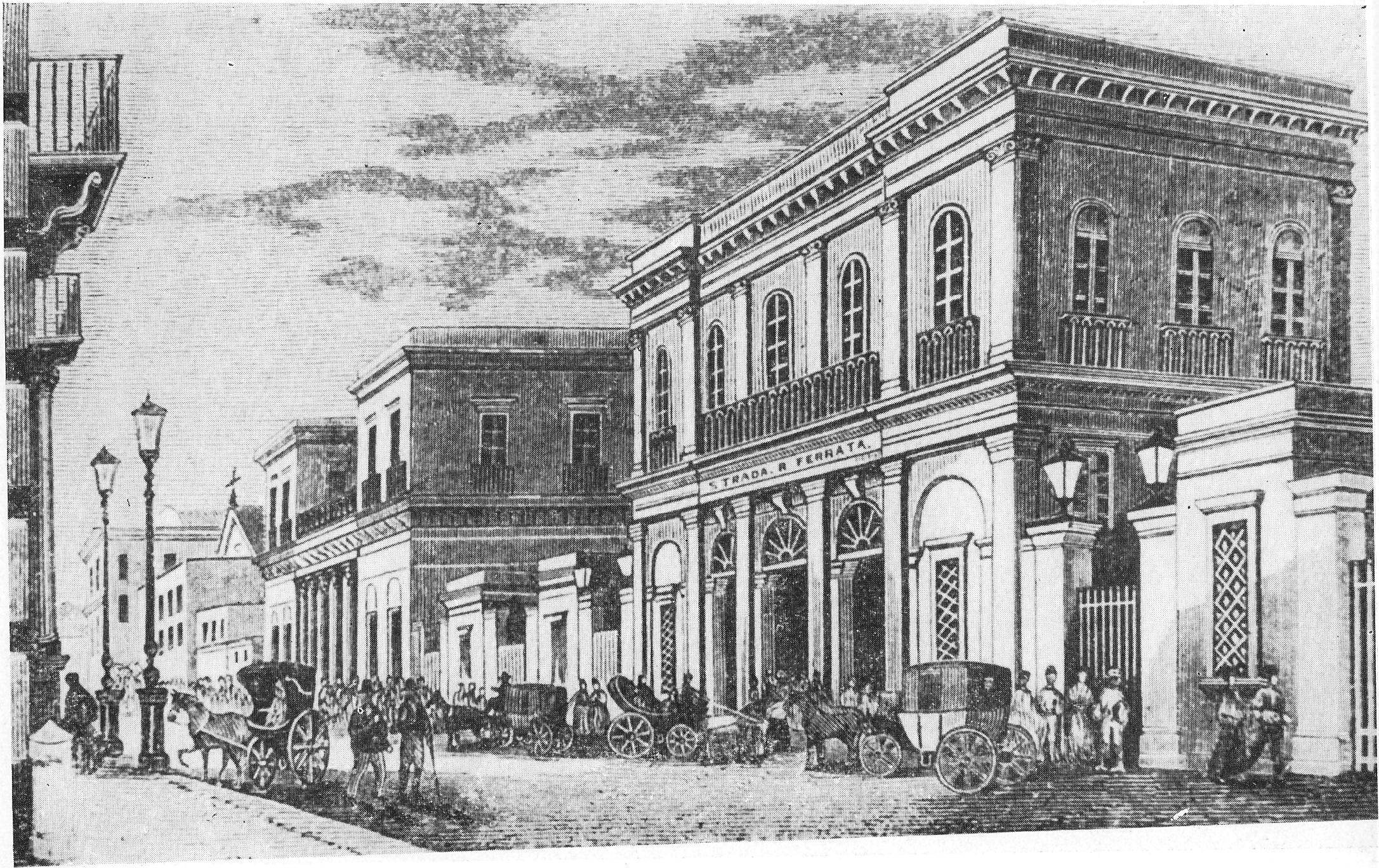
Le due prime stazioni del regno; Bayard e Porta Nolana affiancate

Nel gennaio del 1836 l'ingegnere francese Armando Bayard de la Vingtrie espose un progetto ferroviario per la costruzione, a proprie spese, di una "Strada Ferrata Napoli-Nocera con una diramazione per a Castellammare" al marchese Nicola Santangelo, ministro degli Affari Interni del regno; il progetto prevedeva la costruzione della linea ferrata in cambio della concessione dell'esercizio e dei ricavi per la durata di 99 anni. Il promotore dell'iniziativa, ingegnere Armando Giuseppe Bayard de La Vingtrie operava per conto di una Società composta da lui stesso, dai suoi due fratelli Ferdinando Giovanni e Carlo e da Fortunato de Vergés.
Il ministro Santangelo sottopose la proposta al Re, Ferdinando II; questi approvò la concessione con decreto del 19 giugno 1836, stabilendo che i lavori sarebbero stati compiuti entro il termine di 6 anni previo versamento di una cauzione di 100.000 ducati che sarebbe stata perduta in caso di mancato rispetto dei termini. Un successivo decreto del 3 febbraio 1838 ridusse la durata della concessione a 80 anni. Il successivo del 19 aprile 1838 prefissò il diritto di proprietà dello Stato alla scadenza e le tariffe per il trasporto.
I lavori iniziarono l'8 agosto 1838 sotto la direzione dall'ingegnere francese; dopo tredici mesi era pronto il primo tratto a un solo binario da Napoli fino al Granatello di Portici, mentre erano in corso quelli del secondo binario e della stazione di Napoli.
Il terreno scelto a Napoli per la dislocazione degli impianti ferroviari era in gran parte paludoso ed apparteneva a diversi proprietari e costò alla Società 6.074 ducati e 44 grana.
La scelta avrebbe permesso di erigere la stazione molto vicino alla piazza del Mercato, luogo di stazionamento di tutte le diligenze che conducevano alle province del Sud in modo da non variare le abitudini dei cittadini che erano soliti servirsi di quei mezzi.
Pur lontana dal centro della città era raggiungibile da due omnibus a cavallo che, partendo dal largo del Castello, percorrevano la strada di Piliero e via Marina e giungevano alla via dei fossi. Il costo del biglietto era di 5 grana. Erano questi gli unici mezzi autorizzati alla sosta dinanzi ai cancelli della stazione.
Il tratto fu inaugurato il 3 ottobre del 1839 con grande solennità nel rispetto di un programma che prevedeva, dato che la stazione di Napoli al Carmine non era ancora pronta, che il viaggio inaugurale avvenisse con partenza da Portici. Il re pertanto si recò (in carrozza) nella villa del Carrione al Granatello di Portici dove era stato approntato il padiglione reale decorato all'occorrenza con accanto un altare mentre il treno percorreva a vuoto la tratta e raggiungeva Portici. Verso le ore undici il re ricevette il Bayard e la squadra di ingegneri prendendo poi posto sul convoglio inaugurale per tornare a Napoli. I vari discorsi di circostanza furono conclusi dal Re il quale, in francese, espresse l'augurio di veder realizzata la ferrovia fino al mare Adriatico e a mezzogiorno ordinò la partenza davanti alle autorità. 
Il primo convoglio ferroviario in territorio italiano portava nelle vetture 48 personalità, una rappresentanza militare costituita da 60 ufficiali, 30 fanti, 30 artiglieri e 60 marinai. Nell'ultima vettura prese posto la banda della guardia reale.
La stazione di Napoli costruita poco fuori delle mura aragonesi ancora esistenti al tempo, tra Porta del Carmine e Porta Nolana, aveva un salone d'aspetto per passeggeri, uffici, magazzini, rimesse per le vetture e le macchine e un'attrezzata officina di riparazione.
La linea ferrata attraversava la reale strada delle Calabrie giungendo nei pressi della spiaggia di Portici, al Granatello. All'intersezione con la strada delle Calabrie fu costruito un ponte a due archi per permettere il passaggio dei mezzi stradali e in tutto realizzati 33 ponti, circa 3.000 m di muri di sostegno e oltre 500 m di ringhiere in ferro a protezione lato mare e lato strada
Nel 1840 la via ferrata arrivò a Torre del Greco, nel 1842 a Castellammare di Stabia. I lavori furono continuati per portare la ferrovia fino a Nocera e terminarono il 18 maggio del 1844. Fu necessario ordinare altre locomotive che vennero dall'Inghilterra con macchinisti inglesi.
Il successo della pur breve ferrovia fu immediato e nel 1839 il numero di viaggiatori giornaliero si era attestato sulle mille unità trasportate. Il rapporto consuntivo della società dichiarava essere stati trasportati 131.116 viaggiatori tra il 3 ottobre e il 31 dicembre 1839.
La compagnia ritenne allora di poter ribassare i prezzi e nel 1840 furono previsti biglietti ridotti per i cittadini meno abbienti, vale a dire "alle persone di giacca e coppola, alle donne senza cappello, ai domestici in livrea ed ai soldati e bassi ufficiali del real esercito".
Nel mese di marzo del 1844 vennero complessivamente trasportati 72.751 viaggiatori e 28.256,73 cantaia di merci.
| Inizio            | Fine                | Km            | Data inaug.      | Note (Dati desunti da N. Ostuni, Sulla storia dei trasporti: origini dello sviluppo ferroviario meridionale (citato in nota))                                                                                |
| ----------------- | ------------------- | ------------- | ---------------- | --- |
| Napoli            | Portici             | 7,640 (8)     | 3 ottobre 1839   | All'inaugurazione non ancora attiva stazione di Napoli; km indicati rif. a percorso completo. |
| Portici           | Favorita            | -             | 17 maggio 1840   | |
| Favorita          | Forte di Calastro   | -             | 24 giugno 1840   | Al forte di Calastro, presso Torre del Greco fu attivata una fermata provvisorio nel 1842 |
| Forte di Calastro | Torre del Greco     | 3,47 (4)      | 6 settembre 1840 | km totali da Portici a Torre d.G. |
| Torre del Greco   | Torre Annunziata    | 10,36         |                  | |
| Torre             | Castellammare       | 7             | 2 agosto 1842    | |
| Torre Annunziata  | Nocera              | 14,56         | 19 maggio 1844   | |
| Intera tratta     | in funzione al 1844 | circa 36,03+7 |                  | (Alcune date differiscono, tra le varie fonti; i km indicati talvolta presentano discordanze); secondo il Petitti la lunghezza totale della linea è di 43,350 km I km indicati tra parentesi sono desunti da |

La relazione economica fatta al "Real governo" dall'ingegnere Bayard per il 1853 riportava, tra l'altro, una frequentazione mensile di viaggiatori (complessiva per Nocera e per Castellammare) di 95.000 persone e di 40.000 cantaia di merci; in tutto, per l'anno, 1.140.000 viaggiatori e 480.000 cantaia di merci

### Proseguono le costruzioni
Il 2 giugno 1846 Ferdinando II accordò la concessione al Bayard con il decreto n. 10138 a prolungare, a sue spese, rischi e pericoli la strada di ferro da Napoli a Nocera, proseguendola con un nuovo tronco da Nocera stessa per Sanseverino ad Avellino a condizione che lo terminasse entro 4 anni.
In seguito alla concessione integrativa la compagnia proseguì i lavori intenzionata a raggiungere Salerno. Il 31 luglio 1858 la ferrovia raggiunse La Cava (Cava dei Tirreni). Due anni dopo, il 29 luglio 1860, venne completato e collaudato il tratto fino a Vietri sul Mare; ma il regno era già nel caos, poco tempo dopo Garibaldi giungeva a Salerno e i lavori subirono una lunga fase di arresto. In tutto erano stati realizzati, dalla società privata del Bayard, 50,285 km (49 secondo il Sachs), compreso la diramazione per Castellammare,.
| Inizio  | Fine    | Km    | Data inaug.    | Note                            |
| ------- | ------- | ----- | -------------- | ------------------------------- |
| Nocera  | La Cava | 8,585 | 31 luglio 1858 | La Cava è oggi Cava dei Tirreni |
| La Cava | Vietri  | 3,870 | 31 luglio 1860 |                                 |
| Vietri  | Salerno | 4,700 | ? 1860/1866    | [ 40 ]                          |

### La ferrovia "Regia" verso nord e le diramazioni verso sud

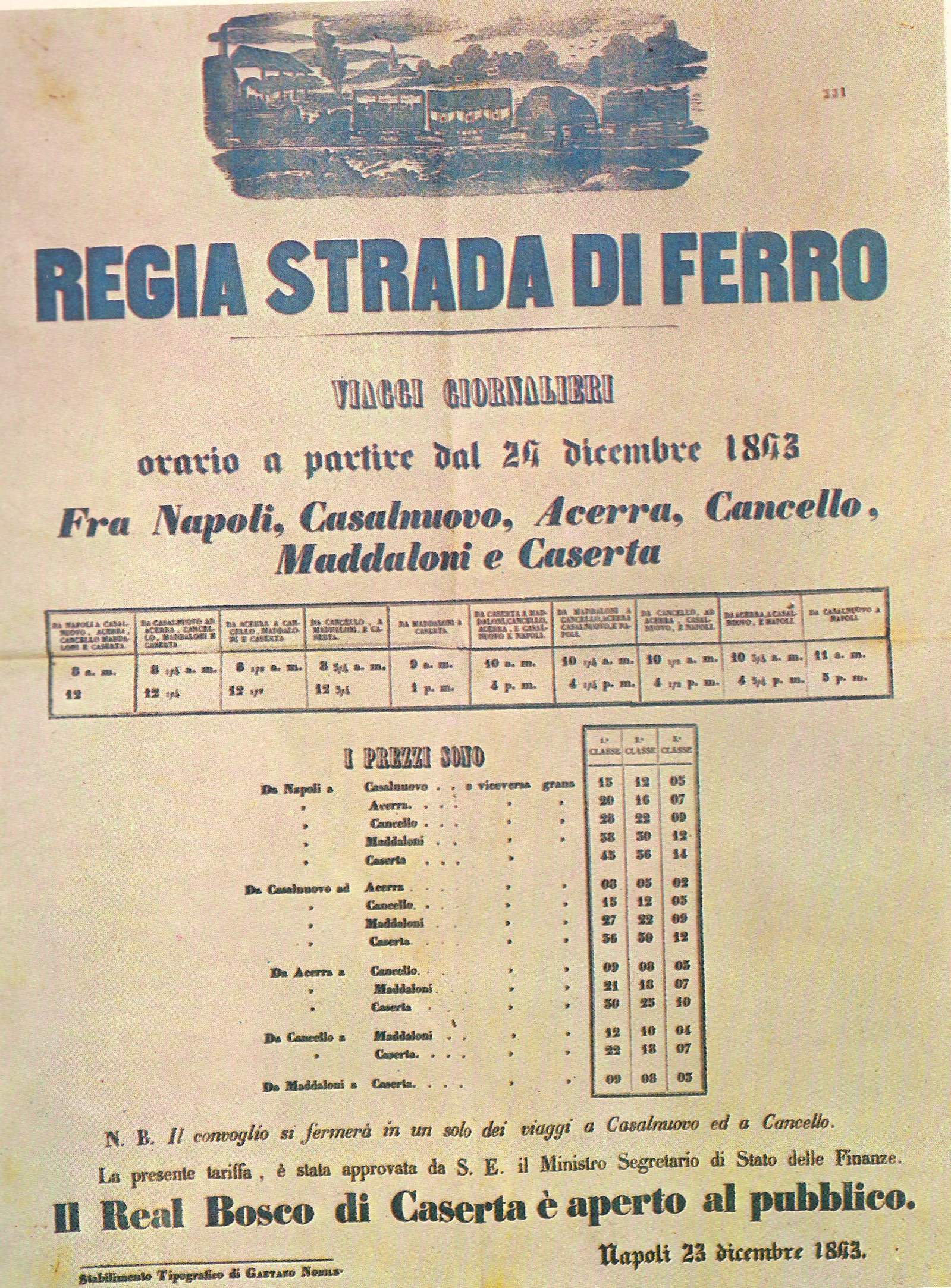
Orario e prezzi della linea Regia Napoli-Acerra-Cancello-Caserta

Mentre la prima linea, verso sud, venne costruita con capitale privato il secondo tronco ferroviario fu finanziato dallo Stato
La linea fu progettata dall'ingegnere Clemente Fonseca dietro ordine diretto del Re che scavalcò di fatto il collegio degli ingegneri e la costruzione che ebbe inizio nel 1840 fu seguita personalmente dal re. Costruita ad un solo "binario di ruotaie" (ma tutto il percorso era predisposto per la stesura del doppio binario) raggiunse Caserta nel 1843; fu aperta al pubblico nel mese di dicembre con le stazioni di Casal Nuovo, Acerra, Cancello e Maddaloni. Nel giugno successivo (1844) fu aperta la tratta fino a Santa Maria di Capua. La costruzione e l'esercizio furono affidati a personale militare; l'effettuazione dei treni venne stabilita in 4 o 5 coppie giornaliere con una subordinazione alle esigenze dei treni di corte. La stazione di Napoli della società Regia venne costruita affiancata a quella del Bayard. Il traffico viaggiatori dei mesi di settembre, ottobre e novembre del 1844 fu rispettivamente di 76.216, 77.807, 71685 persone trasportate. La trazione dei treni era assicurata da sei locomotive Stephenson-Longridge e una Norris con carrozze viaggiatori di tre classi, delle quali le prime due chiuse e la terza aperta con sole panche di legno. Sulle tratte realizzate, a titolo di esempio, il Giornale del Regno delle Due Sicilie riporta che, nel novembre 1856, i passeggeri che nelle diverse classi di viaggio adoperarono la linea Napoli-Capua furono 115.151.
Un progetto del 1847 del Lefebvre ne prevedeva il prolungamento fino a Ceprano, al confine con lo Stato Pontificio
| Inizio         | Fine                 | Km          | Data inaugurazione o apertura | Note (Dati desunti da Alessandro Tuzza, Prospetto cronologico..)                                                                                                  |
| -------------- | -------------------- | ----------- | ----------------------------- | --- |
| Napoli         | Caserta              | 32,842 (33) | 20 dicembre 1843              | R. Decreto del 7 febbraio 1842 con cui si ordina la costruzione a spese dello Stato                                                                               |
| Caserta        | Capua                | 11,190 (12) | 25 maggio 1844                | In esercizio pubblico il giorno successivo |
| Diramazione    | per                  | Mercato     | San Severino                  | |
| Cancello       | Nola                 | 12,265 (12) | 3 giugno 1846                 | (secondo alcune fonti il 30 maggio 1846); 12,151 nella relazione al Parlamento                                                                                    |
| Nola           | Palma Campania       | -           | 2 agosto 1853 (?)             | |
| Palma Campania | Sarno                | 15,260 (15) | 16 gennaio 1856               | I km indicati sono la somma dell'intero tratto Nola-Palma Campania-Sarno                                                                                          |
| Sarno          | Galleria dell'Orco   | 7,78        | 31 maggio 1858                | Inaugurata ma entrata in funzione assieme al proseguimento il 17 febbraio 1861                                                                                    |
| Sarno          | Mercato San Severino | 16,140 (17) | 17 febbraio 1861              | 31,516 km complessivi tra Nola e San Severino nella relazione al Parlamento                                                                                       |
|                |                      |             |                               | (Alcune date differiscono, tra le varie fonti; i km indicati talvolta presentano discordanze) I km indicati tra parentesi sono desunti dal testo di Isidore Sachs |

Dalla stazione di Cancello nel 1845 era in costruzione una diramazione per Nola (di interesse militare).
La linea Cancello-Nola venne completata il 30 maggio 1846; i lavori proseguirono lentamente per Palma Campania giungendo a gennaio 1856 a Sarno
Il 31 maggio del 1858 fu completata e inaugurata dopo circa 20 mesi di lavori la galleria dell'Orco (lunga 442,55 m) primo tunnel ferroviario del Regno delle Due Sicilie; alla presenza di autorità religiose, del ministro delle Finanze e di autorità militari Sua Eccellenza l'Egregio Ministro delle Finanze e de' Lavori Pubblici muoveva dalla stazione della strada ferrata di Napoli alle 9 a m con numeroso ed eletto seguito. All'ingresso, del tunnel si trovarono il Vescovo di Nocera, l'Intendente della Provincia ed il comandante della Brigata Eventuale di Nocera con un drappello di soldati in grande divisa, e bande musicali.. Per l'occasione, la galleria fu rischiarata da cinquemila lumini e alcuni carri furono tirati a mano sulle rotaie. L'evento fu in seguito immortalato in una litografia del Giornale del Regno delle due Sicilie.
La galleria era stata costruita per collegare la linea Capua-Cancello-Sarno a Mercato San Severino, tra le stazioni di Sarno e di Codola, lungo la direttrice per Avellino. La galleria prendeva nome dal passo dell'Orco che mette in comunicazione la valle del Sarno con quella di Mercato San Severino. Entrò in esercizio solo dopo la caduta dei Borboni, il 17 febbraio 1861 assieme all'ultima tratta ferroviaria.

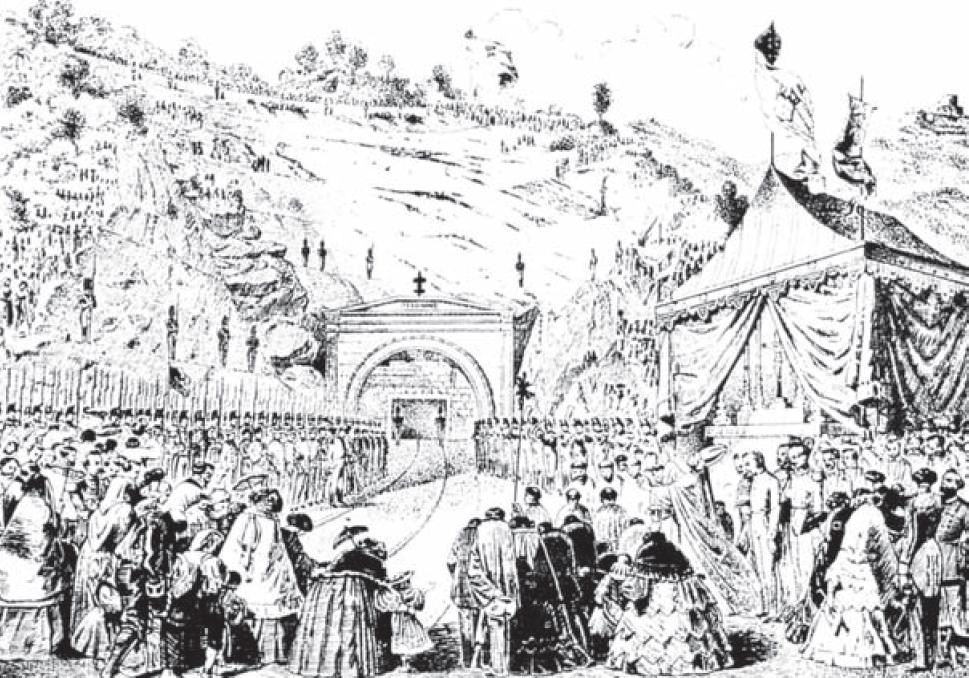
Litografia dell'inaugurazione della Galleria dell'Orco (dal Giornale del Regno delle due Sicilie dell'8 giugno 1858)

Il proseguimento verso nord, da Capua a Ceprano (confine pontificio) di 52 miglia era in avanzato stato di costruzione ma mancava del collegamento essenziale, il ponte sul fiume Volturno della lunghezza di 600 palmi.

### Il difficile percorso per le Puglie
Nel 1836 durante le trattative per la concessione della ferrovia per Nocera l'ingegnere Bayard aveva, ma invano, prospettato al re Ferdinando la possibilità di studiare anche una ferrovia che unisse i due porti di Napoli e di Manfredonia
Il 15 agosto 1845, Emmanuele Melisurgo dopo aver costituita una società a capitale misto, in parte inglese, rappresentato da John Pook e da David Nuñes Carvalho, presentò al governo napoletano un progetto per costruire una ferrovia, di collegamento tra le sponde tirrenica e adriatica del regno; partendo da Napoli, avrebbe toccato Avellino, Ariano, Lucera, Foggia, Canosa, Barletta e Bari giungendo infine a Brindisi. Da Brindisi si sarebbero staccate delle diramazioni. Il piano molto ambiziosamente prevedeva anche collegamenti con gli Abruzzi e le Calabrie. Il progetto non prevedeva alcun onere finanziario per lo Stato.
Il re Ferdinando II di Borbone aggiunse altre richieste quali, tariffe più basse di quelle proposte, trasporto gratuito dei militari ma accordò la concessione per la sola linea per le Puglie riservandosi il diritto di rilasciare concessioni anche ad altri soggetti su percorsi confluenti e con diritto di passaggio. Il 2 marzo 1846 fu rilasciato al Melisurgo il decreto di concessione della Napoli-Barletta che prevedeva la possibilità di prolungamento a Otranto; prevedeva anche il deposito di una cauzione di trecentomila ducati dei quali 50.000 già versati e il resto da versare entro 8 mesi dalla data.
I moti del 1848 uniti alla difficoltà di reperire i finanziamenti in Inghilterra, provocarono però il blocco dell'opera. Inoltre Melisurgo schieratosi tra coloro che richiedevano la costituzione venne considerato un sovversivo, fu ferito, arrestato e condannato al carcere ma riuscì a salvarsi fuggendo poi in Inghilterra.
Nel 1853 Ferdinando II decise la costruzione della linea ferroviaria delle Puglie proposta dal Melisurgo ma a spese dello Stato con possibilità di compartecipazione dei privati: l'inizio dei lavori concessi in appalto per la costruzione del tronco Nola-Sarno-Sanseverino (che avrebbe dovuto poi proseguire per Avellino) era fissato per il 1º marzo 1853.
Nonostante l'onerosità del progetto, il Melisurgo (tornato per un'amnistia) si propose allora come costruttore della tratta Foggia-Bari con finanziamento a carico di una società privata.
L'offerta fu al momento respinta ma un successivo decreto reale del 7 aprile 1855, gli concesse la costruzione e l'esercizio della intera ferrovia da Napoli a Brindisi
. 
Melisurgo costituì quindi, il 26 maggio 1855, la Società in Commandita E. Melisurgo e compagni per la ferrovie delle Puglie da Napoli a Brindisi con sede a Napoli, prevedendo l'emissione di 220.000 azioni da 100 ducati ciascuna. Il consiglio di amministrazione della società stipulò poi un accordo con i Rothschild per la vendita delle azioni all'estero. L'inaugurazione dei lavori avvenne l'11 marzo 1856.
L'8 ottobre 1855, con Decreto legge n. 2589, si "permetteva" inoltre al Melisurgo, "concessionario della ferrovia delle Puglie", di costruire una traversa tra Mercato San Severino e Salerno.
Sul tronco accordato al Melisurgo vi furono molte interferenze governative che ritardarono l'inizio effettivo dei lavori anche perché vi erano interessi privati concorrenti. Nel 1859 furono rilasciate concessioni a una società costituita da Gustave Delahante e altri soci per la costruzione di una ferrovia costiera adriatica che congiungesse il Tronto, via Foggia, con Taranto e Napoli; da Foggia partiva la diramazione per Bari (già concessa al Melisurgo) e si prevedeva un proseguimento per Lecce e Otranto. 
Le proteste di Melisurgo furono ignorate da Ferdinando II che dispose anzi che i lavori a lui affidati iniziassero da Bari verso Foggia, anziché come preventivato, rimandando inoltre la realizzazione dei collegamenti tra Napoli e Sanseverino. Il 15 novembre 1856 Melisurgo aveva versato allo Stato la seconda rata della cauzione per non decadere dalla concessione ma molti azionisti non pagarono le rate successive provocando lo stallo dei lavori fino al 1860 mentre rimanevano inutilizzati molti materiali giunti via mare dall'Inghilterra e stoccati nei magazzini a Napoli. 
Il Melisurgo proseguì invano nel tentativo di riprendere almeno in parte quanto era stato oggetto dei suoi diritti di concessione; fu anche costretto a difendersi dall'accusa di avere realizzato solo in minima parte quanto previsto.
Con l'avvento di Francesco II la concessione venne trasferita al gruppo (a capitale prevalentemente francese) di Pauline Talabot, ma l'arrivo di Garibaldi a Napoli comportò la riassegnazione al gruppo Adami e Lemmi.
Nel 1861 in seguito alle conclusioni di una commissione d'inchiesta la linea delle Puglie venne riassegnata al Talabot (assieme ad altre linee) questi per reperire i fondi sufficienti si era associato ad un gruppo eterogeneo di investitori. Tuttavia la valutazione delle condizioni poste (non ultima la considerazione che quasi tutta la rete in essere o in divenire sarebbe stata in mano ai Rotschild) fecero sì che il parlamento riconsiderasse il tutto in favore del gruppo Bastogi

#### La rete concessa
Il percorso studiato e concesso della rete ferroviaria della Società in Commandita E. Melisurgo e compagni per la ferrovie delle Puglie da Napoli a Brindisi era strutturato su una linea principale con le sue diramazioni. La linea partiva da Napoli verso Casoria, Pomigliano, Marigliano e poi volgeva in direzione di Sarno e San Severino; affrontava in una serie di gallerie i rilievi montuosi per raggiungere Avellino. Proseguiva quindi verso nord-est raggiungendo Ariano, Bovino, Lucera e Foggia. Da Foggia puntava invece a sud-est verso Barletta, Bari e proseguiva in direzione di Brindisi, Lecce e Otranto. Una diramazione era prevista per Taranto.
Il piano della società del Melisurgo conteneva le premesse per l'estensione verso le Calabrie, sul versante ionico, fino a raggiungere lo Stretto di Messina, ma tale concessioni non venne mai esaminata anche se Francesco II ne fece oggetto della concessione "estesa" (ma inutile) al gruppo Talabot.
Il Melisurgo ottenne anche la concessione della "traversa" da Salerno a Mercato San Severino e l'incarico di appaltante della prima parte della Salerno-Taranto, concessa al D'Agiout, fino ad Eboli.

### La linea degli Abruzzi
Il ministro dei Lavori Pubblici del Regno, Giuseppe De Vincenzi, fu il primo, nel 1846, a delineare la necessità di linee ferroviarie in Abruzzo. 
In una seduta del consiglio provinciale a Chieti, nel maggio del 1853, il barone Panfilo De Riseis, presidente del Consiglio provinciale di Abruzzo Citeriore propose al consesso il progetto di una ferrovia da Napoli per Ceprano, Popoli, Teramo e San Severo che giungesse fino ai confini dello Stato romano al Tronto Tra gli scopi previsti, quello di collegare Napoli e i porti di Ortona e Pescara e, al completamento delle ferrovie previste negli stati confinanti, il collegamento a quelle pontificie e all'"Italia superiore per la via delle Marche". Ottenuto il pieno consenso chiese la concessione al governo e ne ottenne un rescritto di approvazione il 17 gennaio del 1854; il 24 marzo un ulteriore real rescritto autorizzò la diramazione per Ceprano e il 2 aprile fu accordato un "annuo incoraggiamento" e incaricata la Commissione per le Strade Ferrate di approntare una bozza di concessione.
Il 16 aprile 1855 Ferdinando II firmò la concessione con un ulteriore decreto con firma congiunta del Direttore del Ministero e Real segreteria di Stato dei Lavori Pubblici, Salvatore Murena e del ministro segretario di Stato, presidente del Consiglio dei Ministri, Ferdinando Troya: Accordiamo concessione al Barone D. Panfilo de Riseis, di costruire a sue spese, rischi e pericoli una ferrovia da Napoli agli Abruzzi fino al Tronto, con una diramazione per Ceprano, una per Popoli, una per Teramo ed un'altra per Sansevero...ai patti e condizioni contenute nei 23 articoli...annessi.. . Negli articoli annessi veniva specificato che la ferrovia sarebbe dovuta essere a "doppio corso di rotaie", che il De Riseis avrebbe potuto formare una o più società con la precisa condizione che avrebbero dovuto avere sede a Napoli e che il rappresentante avrebbe dovuto essere esclusivamente un suddito di S.M. Si specificava l'estensione di 116 miglia più circa 35 miglia di diramazione per Ceprano e il percorso previsto. Veniva inoltre richiesto il deposito di 300.000 ducati da versare in misura di 50.000 entro 8 mesi e la restante somma entro i 4 mesi successivi. Il De Riseis avrebbe dovuto presentare entro un anno il progetto generale ed esecutivo. Le "traverse" per Teramo, Popoli e San Severo sarebbero state realizzate entro i due anni successivi agli otto previsti per la linea. La linea non doveva avere passaggi a livello per non condizionare le strade ma ponti su di esse e i ponti sui fiumi avrebbero dovuto essere di tipo fisso e mai girevole. Non si dovevano danneggiare ne monumenti e neanche antichità per eseguire i lavori. La concessione valeva per 80 anni scaduti i quali la proprietà sarebbe tornata allo Stato a titolo interamente gratuito.
Per approntare il progetto esecutivo il De Riseis impiegò capitali propri, depositò la somma richiesta per cauzione e stipulò un contratto con la società parigina Labot & C.
Un altro real rescritto, pubblicato il 12 maggio, ingiungeva che si procedesse alla stipula del contratto che venne rogato in Napoli, il 16 maggio 1855, davanti al notaio Ferdinando Cacace tra le parti rappresentate, da Panfilo De Riseis per la società che prendeva il nome di Ferrovia Abruzzese-Romana e da Giovanni Rocco, avvocato generale della Corte dei Conti in nome e per conto del Real Governo. In esso si stabiliva tra l'altro che la società avrebbe avuta la durata della concessione (80 anni), che il capitale sociale sarebbe stato di 12 milioni di ducati suddiviso in 120.000 azioni da 100 ducati, che la società avrebbe potuto aumentarlo fino a 26 milioni di ducati e 140.000 azioni e infine si stabiliva la somma accordata dal Regio Governo, a titolo di "incoraggiamento", di 1.687.000 ducati, cui si sarebbero in seguito aggiunti 3.750.000 ducati per la realizzazione delle diramate per Popoli, Teramo e San Severo.
Il progetto della rete ferroviaria venne presentato al governo del regno e pubblicato nel 1856; la relazione, molto dettagliata analizzava tutti gli aspetti tecnici ed economici, la redditività prevista e le possibilità dettagliate di incremento dei traffici. Era accompagnata dalle relazioni degli ingegneri Vincenzo Antonio Rossi e Giustino Fiocca sulle prospezioni relative al percorso e alla fattibilità.
Il progetto tuttavia incontrò tutta una serie di ostacoli burocratici e pretesti ultimo dei quali una controversia sull'illuminazione degli impianti (ciò era dovuto anche alla diffidenza di Ferdinando II verso le comunicazioni non direttamente controllate, verso i soci e i capitali francesi e si arenò.nonostante le proteste e le azioni legali intraprese da De Riseis per le quali giunse a rischiare l'arresto).

Il De Riseis cercò di far valere i suoi diritti per la costruzione della rete ferroviaria degli Abruzzi presentando richiesta al Parlamento italiano nel 1861. La Commissione parlamentare incaricata di inventariale e valutare le infrastrutture dei nuovi territori tuttavia non ritenne di dover prendere in considerazione le richieste del De Riseis circa il riconoscimento del suo diritto alla concessione della ferrovie degli Abruzzi; il relatore infatti tenne come valida la pregiudiziale di nullità di tutti i contratti stipulati tra il 1848 e il 1860 dal decaduto Regno delle Due Sicilie.
Il nuovo Parlamento italiano non tenne conto delle rimostranze e decise, con legge n. 134 del 21 luglio 1861, di approvare la convenzione in data 12 maggio 1861, con annesso capitolato, tra i ministri dei Lavori pubblici Ubaldino Peruzzi e delle Finanze, Pietro Bastogi, e Paulin Talabot quale rappresentante dei signori, Duca di Galliera, Edoardo Blount, Josè di Salamanca, Tommaso Brassey, Basilio Parent, Gustave Delahante, U.B. Buddicom e Antonio Chatelus per la costruzione delle strade ferrate da Napoli all'Adriatico.

#### Il tracciato accordato con la concessione del 16 maggio 1855
La rete della ferrovia abruzzese-romana concessa al Barone De Riseis si basava su un tracciato principale che sfruttava la vallata del fiume Volturno, sul versante tirrenico; puntava poi verso Isernia e Castel di Sangro, proseguendo per la vallata del Sangro fino Villa Santa Maria poi per la valle dell'Aventino per Casoli e attraverso una "galleria di San Rocco" passava alla Valle del Feltrino sotto Lanciano verso l'Adriatico, volgendo infine a sinistra fino ad Ortona. Il percorso fu sfruttato in seguito per le costruzioni rispettivamente della Alifana e della Sangritana). Dal termine adriatico di Ortona la linea giungeva, a nord fino al confine pontificio del Tronto, mentre a sud raggiungeva San Severo, in Puglia. Dalla costa adriatica si dipartivano, a Giulianova un ramo per Teramo, a Pescara un ramo per Popoli. Da Piedimonte di Alife si dipartiva un ramo in direzione di Cassino e Ceprano.

### Concessioni senza futuro
Durante gli ultimi anni del regno furono accordate alcune concessioni ferroviarie sia da Ferdinando II che, dopo la sua morte dal successore Francesco II, anch'esso tendenzialmente poco propenso a concederle. Di alcune vennero iniziati i lavori e alcune tratta anche realizzate ma la caduta del regno e l'annessione al Regno d'Italia oltre a provocare il fermo dei lavori portò per tutte la decadenza delle concessioni, la perdita dei capitali investiti e la riassegnazione di buona parte degli stessi a nuovi concessionari.
Questi furono anche gli anni in cui si affacciarono alla ribalta del regno i potenti gruppi Rothschild - Talabot e De-la-Hante - Salamanca con mire per le linee tra Napoli e l'Adriatico.
Il 30 settembre 1856 il governo, con decreto reale n. 3491, concesse al faccendiere Tommaso D'Agiout la facoltà di costruire una ferrovia a doppio binario che partendo da Salerno per Eboli e attraverso il territorio lucano (Calabritto, Rionero, Spinazzola, Gravina e Altamura) avrebbe raggiunto Taranto. La costruzione sarebbe stata effettuata interamente a rischio e pericolo del concessionario previo versamento di una cauzione di 200.000 ducati dei quali un terzo da versare all'atto e i restanti due terzi entro gli otto mesi successivi. Il D'Agiout affidò l'esecuzione dei lavori all'impresa del Melisurgo che li iniziò da Salerno procedendo verso Eboli. L'aggravarsi della situazione politica nel Regno delle Due Sicilie portò tuttavia al fermo dei lavori e alla revoca unilaterale delle precedenti autorizzazioni. 
Dopo la proclamazione dell'Unità d'Italia, i lavori furono riaffidati per la sola parte tra Salerno ed Eboli alla Società per le Strade Ferrate Meridionali che il 14 giugno 1863 aprì al traffico la tratta di poco più di 6 km fra Battipaglia ed Eboli.
Alla fine di aprile 1860 Francesco II nominò Giacomo Savarese presidente della commissione per le concessioni ferroviarie, incarico di grande importanza politica nel turbolento periodo in questione.
Con il Decreto Reale del 28 aprile 1860 (Decreto contenente de' provvedimenti per la costruzione di tre grandi linee di strade ferrate ne' dominii continentali, e di altrettante nei dominii di là del Faro), Francesco II tracciò un piano di prolungamento delle ferrovie esistenti, il quale si sarebbe poggiato sia sull'affidamento dei lavori in concessione a privati, che sull'iniziativa governativa; e che avrebbe interessato sia la parte continentale, che quella insulare del Regno:
(Francesco II delle Due Sicilie)
Era convinzione del Re e di vari dei suoi ministri, tra i quali quello degli Esteri Giacomo De Martino, che l'affidamento di importanti concessioni ferroviarie nel regno agli investitori francesi avrebbe comportato un sostanziale motivo di pressione su Napoleone III affinché sostenesse la causa del Regno delle Due Sicilie; la concessioni al Delahante avrebbe, si riteneva, comportato l'appoggio della Francia. 
Il 24 agosto 1860 il governo napoletano concesse alla società Gustave Delahante & C (della quale facevano parte anche il Talabot, Blount, Salamanca, Chatellon, Buddicom e Parent) molte delle tratte ferroviarie previste, comprese quelle richieste inutilmente dal De Riseis e dal Melisurgo.
Ma la caduta dei Borbone comportò anche la riconsiderazione della convenzione con la società del Delahante.
Le linee ferroviarie proposte avevano una reale valenza per i commerci ma, dato il momento difficile per il futuro del regno, non risultavano al momento fattibili. Per quanto riguardava i domini continentali veniva indicata la costruzione di tre linee ferroviarie aventi lo scopo di mettere in comunicazione il Tirreno con l'Adriatico e lo Jonio. Partendo da Napoli si sarebbero dirette, rispettivamente, a Brindisi e Lecce (via Foggia), a Reggio Calabria attraverso la Basilicata e al Tronto attraverso gli Abruzzi. In Sicilia erano previste tre linee dipartentisi da Palermo, e dirette a Catania, a Messina e a Terranova via Girgenti. Francesco II avrebbe presieduto personalmente ai progetti, attraverso una commissione composta dai più alti gradi del governo. Il progetto venne ripreso quasi integralmente dai decreti dittatoriali di Garibaldi e affidato in concessione alla Adami e Lemmi. Anche queste concessioni non ebbero seguito in quanto il parlamento italiano tra 1861 e 1862 dopo aspro dibattito decretò la decadenza delle pregresse autorizzazioni e concessioni fatte al Melisurgo e al De Riseis e in ultima fase ai gruppi facenti capo a Delahante, Rotschild e a Talabot; vennero preferite le società a capitale nazionale, la "piemontese" Società Vittorio Emanuele e il "toscano" gruppo Bastogi.

### Le ferrovie "delle Due Sicilie" passano di mano
Francesco II di Borbone, ultimo re delle Due Sicilie, salì al trono il 22 maggio 1859 e fu deposto il 13 febbraio 1861 dopo l'annessione al Regno d'Italia. In Sicilia, ma solo mentre era in corso la conquista garibaldina, furono previste le linee Palermo-Catania-Messina, e Palermo-Girgenti-Terranova.
Il 6 settembre 1860, Giuseppe Garibaldi, con tutto il suo stato maggiore, utilizzò il treno da Salerno per raggiungere Napoli ove arrivò a mezzogiorno.
Insediatosi quale prodittatore a Napoli dispose che tutto il programma di costruzioni fosse affidato alla società Adami e Lemmi di Livorno; il 13 ottobre emanò il relativo decreto annullando di fatto la concessione alla Melisurgo e C. anche se molti lavori erano a buon punto e tutte le gallerie e i ponti erano già stati costruiti e lasciando aperta di facoltà di subconcessione alla società Delahante "...della linea delle Apulie e degli Abruzzi co' relativi passagli degli Appennini, come risulta dall'Atto del Governo Borbonico in loro favore...".
Il 17 febbraio 1861 veniva aperta all'esercizio la tratta Mercato San Severino-Sarno, di 16,140 km.
Alla data del 14 aprile 1861 risultavano concluse le trattative per la cessione della intera ferrovia Napoli-Vietri con diramazione per Castellammare al gruppo rappresentato da Pauline Talabot (il tutto subordinato alla nuova concessione governativa)
La Società delle strade ferrate meridionali con la legge 21 agosto 1862, n. 763, divenne la concessionaria di buona parte delle tratte ferroviarie concesse in precedenza dal governo borbonico.
Il 14 giugno 1863 veniva aperta al traffico ferroviario la tratta Pastena-Battipaglia-Eboli di 24,690 km già in parte realizzata in precedenza dall'impresa Melisurgo ma rimasta in abbandono in seguito al crollo del regno e infine affidata alla Società Italiana per le Strade Ferrate Meridionali del gruppo Bastogi e da questa inaugurata.
Solo il 20 maggio 1866 venivano aperte, la tratta ferroviaria Vietri sul Mare-Salerno di 4,7 km e quella di 1,3 km tra Salerno e Pastena ambedue subordinate all'acquisto dalla proprietaria, società Bayard.

## Infrastrutture

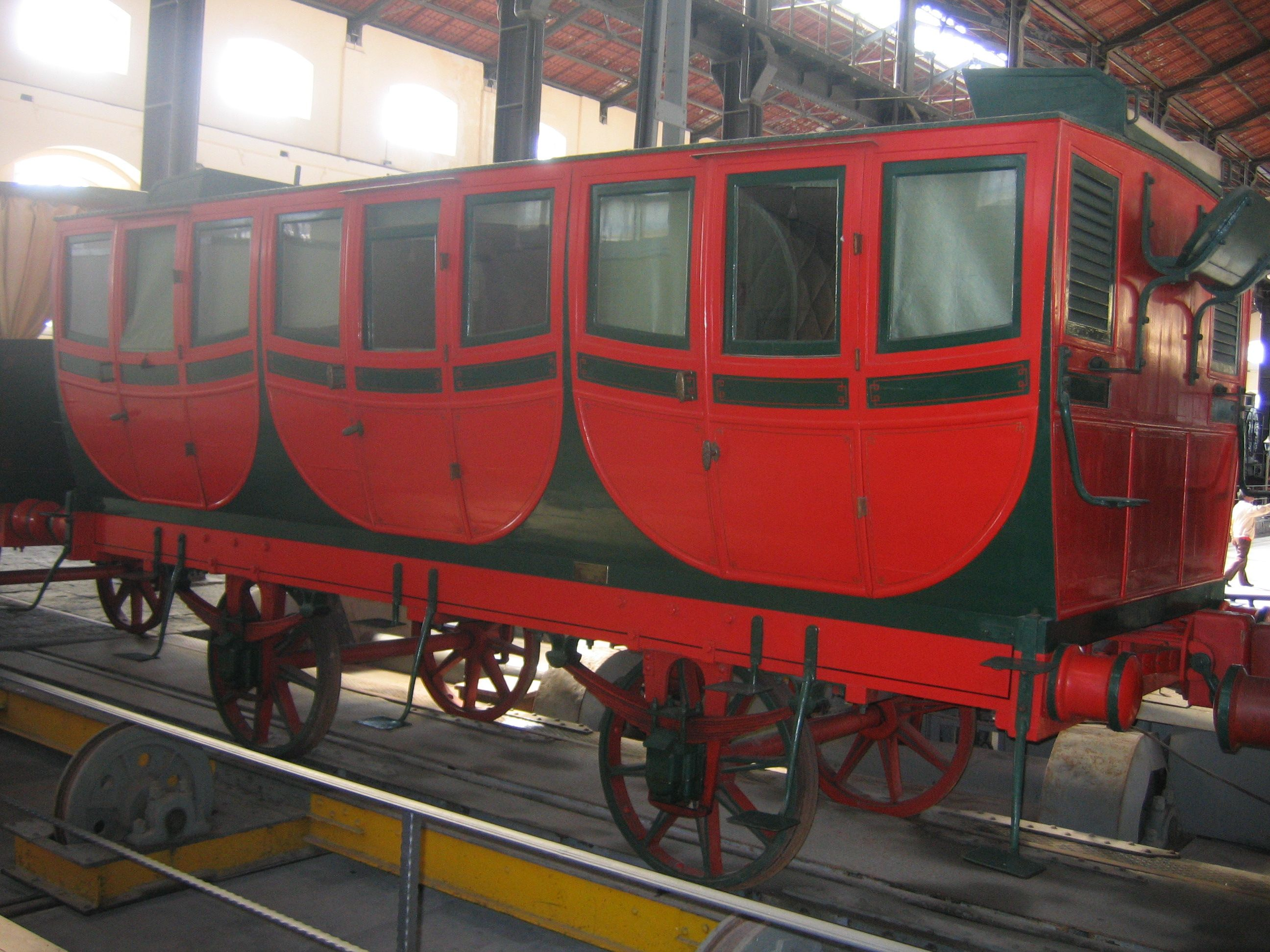
Uno dei vagoni di prima classe costruiti a Napoli; riproduzione del 1939

Oltre alla costruzione delle strade ferrate nel Regno vi fu lo sviluppo di iniziative private e la realizzazione, da parte dello Stato, di un complesso industriale in grado di fornire rotaie, accessori infrastrutturali, materiale rotabile e di trazione.
Nel 1840 fu promossa la realizzazione dell'opificio di Pietrarsa, più ampio e in posizione più felice del preesistente Opificio Meccanico, ubicato nel Castel Nuovo (meglio noto come Maschio Angioino). Nel 1845 iniziò la costruzione di locomotive (all'inizio ne furono fabbricate sette utilizzando componenti inglesi del medesimo modello della locomotiva inglese acquistata nel 1843).
Venne avviata, nello stesso stabilimento, anche una scuola per macchinisti ferroviari e navali.
Iniziative private come quella della società Zino ed Henry, produttrice di macchine tessili si cimentarono nelle costruzioni ferroviarie; nel 1842 durante la costruzione della Regia Strada Ferrata le fabbrica costruì la carrozza ferroviaria reale per il viaggio di Ferdinando II sul tratto Napoli-Acerra già completato. La fabbrica aveva già operato nel campo delle costruzioni ferroviario per conto della ferrovia Napoli-Nocera del Bayard. Nel 1855 Gregorio Macry, rilevò la partecipazione dello Zino: la ragione sociale cambiò in Macry ed Henry dal 1º luglio.
Negli ultimi anni di governo borbonico lo stabilimento occupava 12.000 m² di superficie e 550 operai nelle costruzioni meccaniche tra le quali, macchine, locomotive, ponti, tettoie e carpenteria metallica in genere.
Nel 1856, per affrancarsi dalla dipendenza estera, venne impiantata nella Ferriera di Ischitella una linea di laminatoi dei quali uno dedicato alla produzione di rotaie, al tempo denominate con un termine mutuato dalla lingua inglese, raili. La produzione venne avviata per l'armamento della linea ferroviaria da Capua a Sarno e per quella avviata verso Ceprano; la fornitura complessiva fu di 51.390 elementi di rotaia e dei relativi cuscinetti di montaggio. Venne usata la ghisa prodotta a Mongiana ma si ricorse al carbon fossile importato dall'Inghilterra.
A Napoli vennero costruite due stazioni di testa affiancate, una per società, ma interconnesse dal lato binari; la stazione di Napoli (Bayard) (detta anche Al Carmine) e la stazione della Società Regia.

## Prospetto riassuntivo delle linee costruite (non contiene quelle i cui lavori non sono interamente valutabili)
| Società esercente             | Tratta                                           | Anni      | Km totali   | Note |
| ----------------------------- | ------------------------------------------------ | --------- | ----------- | --- |
| Bayard                        | Napoli al Carmine-Nocera/Castellammare di Stabia | 1839-1844 | 50,285 (49) | |
| Bayard                        | Nocera-Vietri sul mare                           | 1858-1860 | 12,455      | |
| Società Regia                 | Napoli Porta Nolana-Capua                        | 1843-1844 | 44,02 (45)  | |
| Società Regia                 | Cancello-Codola (Galleria dell'Orco)             | 1846-1858 | 35,305 (27) | il dato tra parentesi non tiene conto della tratta già realizzata comprendente la galleria dell'Orco              |
| Melisurgo & C                 | Bari-?                                           | 1856 ?    | -           | Lavori interrotti, non chiara entità                                                                              |
| Melisurgo & C/Tommaso D'Agiut | Pastena-Eboli                                    | ?         | 24,690      | Costruita (quantità non del tutto valutabile), non aperta, lavori interrotti e ripresi dopo Unità d'Italia da SFM |
| Melisurgo/Bayard              | Salerno-Mercato San Severino                     | 1855-1861 | 16,140      | (Concessa al Melisurgo, poi al Bayard)                                                                            |

## Considerazioni finali
Anche se l'argomento e i numerosi testi cartacei e digitali disponibili differiscono tra loro è possibile una stima delle ferrovie realizzate in esercizio e in grado di funzionare; la tratta Vietri-Nocera pur solo collaudata dalla Bayard non era in esercizio ma fu utilizzata per il trasferimento veloce di Giuseppe Garibaldi e del suo stato maggiore a Napoli il 6 settembre 1860. Alcuni testi continuano a sostenere il totale di 99 km di ferrovie costruite ma tale dato non è confermato dalla semplice somma dei km alla luce di una semplice ricerca; alcuni testi si contraddicono al proprio interno come, ad es. il citato in bibliografia, di Isidore Sachs, che fornisce nelle diverse pagine ambedue i valori 99/128. La maggior parte delle fonti dà per verosimile un totale, tra 126 e 128 km, in esercizio. Dalla tabella riassuntiva è possibile ricavare come esistenti e completi circa 142 km di linee; i dati tra parentesi si riferiscono a fonti più restrittive che non comprendono le tratte realizzate, Nocera-Vietri (funzionante) e la Codola-Galleria dell'Orco inaugurata. Nel totale indicato non si tiene conto del tratto Pastena-Eboli rilevato e aperto successivamente dalla SFM.
La relazione presentata al Parlamento italiano, indirizzata al ministro dal commissario straordinario, deputato al Parlamento, Luigi Ranco, datata 14 aprile 1861, evidenzia come "in esercizio" (alla data suddetta) le ferrovie Napoli-Vietri con diramazione per Castellammare, per complessivi 51 km, e Napoli-Capua con diramazione Cancello-San Severino, per complessivi 88,420 km.
Il 14 ottobre 1861 venne aperta anche la Tora Presenzano-Capua di 41,950 (la data "troppo" vicina alla caduta del regno indica quantomeno un avanzato stato dei lavori precedenti). Ceprano venne raggiunta il 25 febbraio 1863 con ulteriori 51,946 km di percorso attivato. L'intera tratta Capua-Ceprano risultava in avanzato stato di costruzione il 14 aprile 1861 come da relazione al ministro dei lavori pubblici del commissario straordinario Luigi Ranco
. La relazione al parlamento dell'ingegnere Sebastiano Grandis (con data 18 maggio 1861) indicava il costo presunto dei lavori ancora da realizzare in lire 8.077.835 di fronte a 20.400.000 di costo totale della linea.